# Ель-Азізія
Ель-Азізія (Азізія, араб. العزيزية (ليبيا)) — місто у північній частині Лівії, адміністративний центр муніципалітету Ель-Джифара.

## Географія
Ель-Азізія розташована на плато Ель-Хамра.

### Клімат
Місто знаходиться у зоні, котра характеризується кліматом помірних степів та напівпустель. Найтепліший місяць — серпень із середньою температурою 28.5 °C (83.3 °F). Найхолодніший місяць — січень, із середньою температурою 12.1 °С (53.8 °F).
| Клімат Ель-Азізії       | Клімат Ель-Азізії | Клімат Ель-Азізії | Клімат Ель-Азізії | Клімат Ель-Азізії | Клімат Ель-Азізії | Клімат Ель-Азізії | Клімат Ель-Азізії | Клімат Ель-Азізії | Клімат Ель-Азізії | Клімат Ель-Азізії | Клімат Ель-Азізії | Клімат Ель-Азізії | Клімат Ель-Азізії |
| Показник                | Січ.              | Лют.              | Бер.              | Квіт.             | Трав.             | Черв.             | Лип.              | Серп.             | Вер.              | Жовт.             | Лист.             | Груд.             | Рік               |
| Середня температура, °C | 12,1              | 13,6              | 15,7              | 19,4              | 23                | 26,7              | 27,7              | 28,5              | 26,8              | 22,9              | 17,9              | 13,4              | 20,6              |
| Норма опадів, мм        | 53.3              | 30.4              | 30.5              | 17                | 3.5               | 0.9               | 0.1               | 0.1               | 12.5              | 42.9              | 40.2              | 46.3              | 277.7             |
| Днів з опадами          | 7,5               | 4,9               | 4,1               | 2,1               | 1,9               | 0,5               | 0,2               | 0,2               | 1,2               | 3,8               | 5,6               | 7,4               | 39,4              |
| Вологість повітря, %    | 67.7              | 65.6              | 65.4              | 64.7              | 64.5              | 64.6              | 63.4              | 65.4              | 67.3              | 66.3              | 65                | 67.9              | 65.7              |
| ----------------------- | ----------------- | ----------------- | ----------------- | ----------------- | ----------------- | ----------------- | ----------------- | ----------------- | ----------------- | ----------------- | ----------------- | ----------------- | ----------------- |
| Джерело: Weatherbase    |                   |                   |                   |                   |                   |                   |                   |                   |                   |                   |                   |                   |                   |